# جواو باولو دوس ريس فيلوسو
جواو باولو دوس ريس فيلوسو (بالبرتغالية: João Paulo dos Reis Veloso‏) هو اقتصادي برازيلي، ولد في 12 يوليو 1931 في بارنايبا في البرازيل، وتوفي في 19 فبراير 2019.